# رایوو ئی. تامو
رایوو ئی. تامو (انگلیسی: Raivo E. Tamm؛ زادهٔ ۱۵ ژوئیهٔ ۱۹۶۵) بازیگر، سیاستمدار و نماینده مجلس اهل استونی است.